# پل چوم
پل چوم مربوط به دوره صفوی است و در شهرستان اصفهان، روستای چوم واقع شده است. پل چوم که نمایی همانند پل تاریخی شهرستان دارد، بر بنیانی کهن‌تر از دوره صفوی ساخته شده؛ اما ساختار امروزی آن یادگار دوره صفوی است. پل چوم پس از ویرانی گسترده در سال ۱۳۴۸خورشیدی، توسط استاد حسین معماریان و به هزینه اداره باستان ‌شناسی مورد مرمت اساسی قرار گرفت و سرانجام در تاریخ  ۱۳۸۲/۶/۲۳ به شماره ۱۰۲۱۱ در فهرست   آثار ملی ایران به ثبت رسیده‌ است.